# Рабаул
 Тази статия е за града в Папуа Нова Гвинея.  За окръга вижте Рабаул (окръг).  За вулкана вижте Рабаул (вулкан).
Рабаул (на английски: Rabaul) е град в североизточната част на Папуа Нова Гвинея, административен център на окръг Рабаул в провинция Източна Нова Британия. Населението му е около 7 000 души (2009).
Разположен е на 4 метра надморска височина в североизточния край на остров Нова Британия, на брега на наводнената калдера на вулкана Рабаул. Селището е основано през 1878 година от германски и от 1910 година е столица на Германска Нова Гвинея, а след това на австралийската подмандатна територия Нова Гвинея. През 1937 година градът е тежко засегнат от вулканично изригване, а през 1942 година, по време на Втората световна война, е превзет от Япония и става нейна основна база в южната част на Тихия океан. При изригване на вулкана Тавурвур през 1994 година е затрупан с пепел и 2/3 от населението му загива или се изселва.